# Tokio (Band)

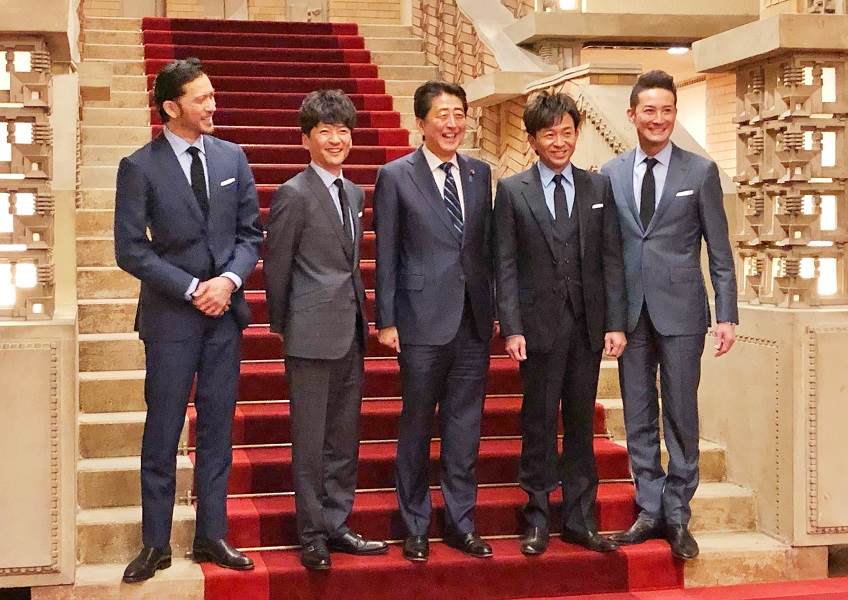
Treffen der Band mit dem Premierminister von Japan, Shinzō Abe (2018)

TOKIO war eine 1994 gegründete japanische Boygroup, die dem Genre J-Pop zugeordnet wird und gehört zu Johnny & Associates.
Bestehend aus Shigeru Joshima (城嶋茂), Tatsuya Yamaguchi (山口達也), Taichi Kokubun (国分太一), Masahiro Matsuoka (松岡昌宏), Tomoya Nagase (長瀬智也), (bis 1994 zusammen mit Hiromu Kojima(小島啓)) wurde sie von dem japanischen Produzenten Johnny Kitagawa als Ersatz der Gruppe SMAP gegründet. Von 1994 bis 2001 stand sie bei Sony Music Entertainment und von 2001 bis 2008 bei Universal Music Japan unter Vertrag, seitdem sind beim Plattenlabel J-Storm von Johnny & Associates.
Am 25. Juni 2025 wurde offiziell das Ende der Bandkarriere bestätigt.

## Mitglieder

### Shigeru Joshima
Geboren am 17. November 1970 in Nara. Er ist Leadgitarrist und Sänger der Band. Er ist der Bandleader.

### Tatsuya Yamaguchi
Geboren am 10. Januar 1972 in Saitama. Er ist Bassist und Sänger der Band.

### Taichi Kokubun
Geboren am 2. September 1974 in Tokio. Er ist Keyboarder und Sänger der Band.

### Masahiro Matsuoka
Geboren am 11. Januar 1977 in Hokkaido. Er ist Schlagzeuger und Sänger der Band.

### Tomoya Nagase
Geboren am 7. November 1978 in Kanagawa. Er ist Rhythmusgitarrist und Sänger der Band.

## Aktivitäten

### Wöchentliche Variety Shows
- TOKIO Kakeru (TOKIOカケル) (Fuji TV, 10. Oktober 2012 – jetzt)[3]
- The Tetsuwan Dash (jap.ザ！鉄腕！DASH！！) (Nihon TV, 2. November – jetzt)
- DASH mura (jap.DASH村) (4. Juni – jetzt)[4]

DASH mura ist ein Dorf in der Präfektur Fukushima, das im März 2011 von dem Tohoku-Erdbeben zerstört wurde. Aus diesem Grund konnten sie dort nicht auftreten, aber sie unterstützen das Dorf bis heute.

## Diskografie

### Studioalben
| Jahr | Titel                  | Höchstplatzierung, Gesamtwochen, AuszeichnungChartsChartplatzierungen (Jahr, Titel, Platzierungen, Wochen, Auszeichnungen, Anmerkungen) | Anmerkungen                             |
| Jahr | Titel                  | JP | Anmerkungen                             |
| ---- | ---------------------- | --- | --------------------------------------- |
| 1994 | Tokio                  | JP8 (13 Wo.)JP | Erstveröffentlichung: 21. November 1994 |
| 1995 | Bad Boys Bound         | JP4 (4 Wo.)JP | Erstveröffentlichung: 3. Juli 1995      |
| 1996 | Blowing                | JP7 (6 Wo.)JP | Erstveröffentlichung: 25. März 1996     |
| 1997 | Wild & Mild            | JP9 (4 Wo.)JP | Erstveröffentlichung: 26. März 1997     |
| 1998 | Graffiti               | JP9 (3 Wo.)JP | Erstveröffentlichung: 1. April 1998     |
| 1998 | Denko Sekka (電光石夏) | JP20 (2 Wo.)JP | Erstveröffentlichung: 5. August 1998 EP |
| 2000 | Yesterday & Today      | JP9 (3 Wo.)JP | Erstveröffentlichung: 2. Februar 2000   |
| 2001 | 5 Ahead                | JP8 (6 Wo.)JP | Erstveröffentlichung: 5. Dezember 2001  |
| 2003 | Glider                 | JP5 Gold · (6 Wo.)JP | Erstveröffentlichung: 19. Februar 2003  |
| 2005 | Act II                 | JP3 (7 Wo.)JP | Erstveröffentlichung: 2. Februar 2005   |
| 2006 | Harvest                | JP2 Gold · (18 Wo.)JP | Erstveröffentlichung: 18. Oktober 2006  |
| 2008 | Sugar                  | JP6 Gold · (6 Wo.)JP | Erstveröffentlichung: 20. Februar 2008  |
| 2012 | 17                     | JP5 (5 Wo.)JP | Erstveröffentlichung: 22. August 2012   |

### Remixalben
| Jahr | Titel       | Höchstplatzierung, Gesamtwochen, AuszeichnungChartsChartplatzierungen (Jahr, Titel, Platzierungen, Wochen, Auszeichnungen, Anmerkungen) | Anmerkungen                        |
| Jahr | Titel       | JP | Anmerkungen                        |
| ---- | ----------- | --- | ---------------------------------- |
| 1995 | Tokio Remix | JP9 (5 Wo.)JP | Erstveröffentlichung: 8. März 1995 |

### Kompilationen
| Jahr | Titel                         | Höchstplatzierung, Gesamtwochen, AuszeichnungChartsChartplatzierungen (Jahr, Titel, Platzierungen, Wochen, Auszeichnungen, Anmerkungen) | Anmerkungen                           |
| Jahr | Titel                         | JP | Anmerkungen                           |
| ---- | ----------------------------- | --- | ------------------------------------- |
| 1996 | Best E.P Selection of Tokio   | JP4 (5 Wo.)JP | Erstveröffentlichung: 26. August 1996 |
| 2001 | Best EP Selection of Tokio II | JP6 Gold · (5 Wo.)JP | Erstveröffentlichung: 9. Mai 2001     |
| 2014 | Heart                         | JP1 Gold · (40 Wo.)JP | Erstveröffentlichung: 16. Juli 2014   |

### Coveralben
| Jahr | Titel | Höchstplatzierung, Gesamtwochen, AuszeichnungChartsChartplatzierungen (Jahr, Titel, Platzierungen, Wochen, Auszeichnungen, Anmerkungen) | Anmerkungen                             |
| Jahr | Titel | JP | Anmerkungen                             |
| ---- | ----- | --- | --------------------------------------- |
| 2004 | Tok10 | JP1 Gold · (12 Wo.)JP | Erstveröffentlichung: 1. September 2004 |

### Singles
| Jahr | Titel Album                                                   | Höchstplatzierung, Gesamtwochen, AuszeichnungChartsChartplatzierungen (Jahr, Titel, Album, Platzierungen, Wochen, Auszeichnungen, Anmerkungen) | Anmerkungen                              |
| Jahr | Titel Album                                                   | JP | Anmerkungen                              |
| ---- | ------------------------------------------------------------- | --- | ---------------------------------------- |
| 1994 | Love You Only Tokio                                           | JP3 Platin · (22 Wo.)JP | Erstveröffentlichung: 21. September 1994 |
| 1994 | Ashita no Kimi o Mamoritai (Yamato2520) Tokio                 | JP7 (9 Wo.)JP | Erstveröffentlichung: 12. Dezember 1994  |
| 1995 | Uwasa no Kiss Bad Boys Bound                                  | JP2 Gold · (10 Wo.)JP | Erstveröffentlichung: 12. April 1995     |
| 1995 | Heart o Migakukkyanai Bad Boys Bound                          | JP3 Gold · (9 Wo.)JP | Erstveröffentlichung: 21. Juni 1995      |
| 1995 | Soko Nashi Love Blowing                                       | JP5 (7 Wo.)JP | Erstveröffentlichung: 21. August 1995    |
| 1995 | Sukisa (Ticket to Love) Blowing                               | JP5 (6 Wo.)JP | Erstveröffentlichung: 21. Oktober 1995   |
| 1995 | Kaze ni Natte Blowing                                         | JP5 Gold · (12 Wo.)JP | Erstveröffentlichung: 2. Dezember 1995   |
| 1996 | Magic Channel Best E.P Selection of Tokio                     | JP6 (7 Wo.)JP | Erstveröffentlichung: 26. Februar 1996   |
| 1996 | Arigatō... Yūki Best E.P Selection of Tokio                   | JP3 Gold · (7 Wo.)JP | Erstveröffentlichung: 22. Juli 1996      |
| 1996 | Everybody Can Do! –                                           | JP9 (7 Wo.)JP | Erstveröffentlichung: 25. November 1996  |
| 1997 | Furarete Genki Wild & Mild                                    | JP5 Gold · (9 Wo.)JP | Erstveröffentlichung: 11. Februar 1997   |
| 1997 | Julia Graffiti                                                | JP10 Gold · (7 Wo.)JP | Erstveröffentlichung: 28. Mai 1997       |
| 1998 | Kono Yubi Tomare! –                                           | JP9 (6 Wo.)JP | Erstveröffentlichung: 4. März 1998       |
| 1998 | Love & Peace Yesterday & Today                                | JP9 (7 Wo.)JP | Erstveröffentlichung: 20. Mai 1998       |
| 1999 | Kimi o Omōtoki / Oh! Heaven Yesterday & Toda                  | JP9 Gold · (12 Wo.)JP | Erstveröffentlichung: 17. Februar 1999   |
| 1999 | Nandomo Yume no Naka de Kurikaesu Love Song Yesterday & Today | JP7 (5 Wo.)JP | Erstveröffentlichung: 30. Juni 1999      |
| 1999 | Wasureenu Kimi e Yesterday & Today                            | JP10 (5 Wo.)JP | Erstveröffentlichung: 25. August 1999    |
| 1999 | Ai no Arashi Best EP Selection of Tokio II                    | JP10 (11 Wo.)JP | Erstveröffentlichung: 11. November 1999  |
| 2000 | Minna de Wahhahha Best EP Selection of Tokio II               | JP6 (8 Wo.)JP | Erstveröffentlichung: 31. Mai 2000       |
| 2000 | Koi ni Kizuita Yoru Best EP Selection of Tokio II             | JP11 (5 Wo.)JP | Erstveröffentlichung: 13. September 2000 |
| 2001 | Doitsu mo Koitsu mo 5 Ahead                                   | JP10 (6 Wo.)JP | Erstveröffentlichung: 7. März 2001       |
| 2001 | Message / Hitoribotchi no Haburashi 5 Ahead                   | JP1 Platin · (12 Wo.)JP | Erstveröffentlichung: 30. Mai 2001       |
| 2001 | Kanpai!! 5 Ahead                                              | JP4 Gold · (9 Wo.)JP | Erstveröffentlichung: 8. August 2001     |
| 2001 | DR / Only One Song 5 Ahead                                    | JP4 Gold · (5 Wo.)JP | Erstveröffentlichung: 31. Oktober 2001   |
| 2002 | Hana Uta Glider                                               | JP5 Gold · (12 Wo.)JP | Erstveröffentlichung: 6. März 2002       |
| 2002 | Green Glider                                                  | JP6 (4 Wo.)JP | Erstveröffentlichung: 10. Juli 2002      |
| 2002 | Ding Dong / Glider Glider                                     | JP1 Gold · (9 Wo.)JP | Erstveröffentlichung: 4. Dezember 2002   |
| 2003 | Ambitious Japan! Act II                                       | JP1 Gold · (32 Wo.)JP | Erstveröffentlichung: 1. Oktober 2003    |
| 2003 | Love Love Manhattan / Alive-Life Act II                       | JP4 Gold · (9 Wo.)JP | Erstveröffentlichung: 3. Dezember 2003   |
| 2004 | Transistor G (Glamour) Girl Act II                            | JP4 Gold · (7 Wo.)JP | Erstveröffentlichung: 3. März 2004       |
| 2004 | Jibun no Tameni / For You Act II                              | JP4 (15 Wo.)JP | Erstveröffentlichung: 17. November 2004  |
| 2005 | Ashita o Mezashite! Harvest                                   | JP3 (15 Wo.)JP | Erstveröffentlichung: 7. Dezember 2005   |
| 2006 | Mr. Traveling Man Harvest                                     | JP1 Gold · (13 Wo.)JP | Erstveröffentlichung: 8. Februar 2006    |
| 2006 | Get Your Dream Harvest                                        | JP2 Gold · (8 Wo.)JP | Erstveröffentlichung: 21. Juni 2006      |
| 2006 | Sorafune / Do! Do! Do! Harvest                                | JP1 ×2Doppelplatin + Diamant (Klingelton) · (62 Wo.)JP                                                                                         | Erstveröffentlichung: 23. August 2006    |
| 2007 | Hikari no Machi / Run Free (Swan Dance o Kimi to) Sugar       | JP2 Gold · (7 Wo.)JP | Erstveröffentlichung: 28. März 2007      |
| 2007 | Honjitsu, Mijukumono / Over Drive Sugar                       | JP2 Gold · (10 Wo.)JP | Erstveröffentlichung: 15. August 2007    |
| 2007 | Seisyun Sugar                                                 | JP1 Gold · (12 Wo.)JP | Erstveröffentlichung: 28. November 2007  |
| 2008 | Amagasa / Akireru Kurai Bokura wa Negaō 17                    | JP2 (13 Wo.)JP | Erstveröffentlichung: 3. September 2008  |
| 2009 | Taiyō to Sabaku no Bara / Subeki Koto 17                      | JP3 (11 Wo.)JP | Erstveröffentlichung: 19. August 2009    |
| 2010 | Advance / Mata Asa ga Kuru 17                                 | JP5 (9 Wo.)JP | Erstveröffentlichung: 3. Februar 2010    |
| 2010 | Haruka 17                                                     | JP1 (5 Wo.)JP | Erstveröffentlichung: 16. Juni 2010      |
| 2010 | NaNaNa (Taiyo Nante Irane) 17                                 | JP6 (8 Wo.)JP | Erstveröffentlichung: 11. August 2010    |
| 2011 | Miageta Ryūsei 17                                             | JP4 (7 Wo.)JP | Erstveröffentlichung: 25. Mai 2011       |
| 2012 | Haneda Kūkō no Kiseki / Kibou 17                              | JP5 (6 Wo.)JP | Erstveröffentlichung: 29. Februar 2012   |
| 2013 | Lyric Heart                                                   | JP10 (7 Wo.)JP | Erstveröffentlichung: 20. Februar 2013   |
| 2013 | Tegami –                                                      | JP8 (5 Wo.)JP | Erstveröffentlichung: 20. März 2013      |
| 2013 | Hontontoko / Future –                                         | JP6 (8 Wo.)JP | Erstveröffentlichung: 30. Oktober 2013   |
| 2014 | Love, Holiday. –                                              | JP4 (8 Wo.)JP | Erstveröffentlichung: 21. Mai 2014       |
| 2015 | Tokyo Drive –                                                 | JP9 (10 Wo.)JP | Erstveröffentlichung: 28. Oktober 2015   |
| 2016 | Fragile –                                                     | JP7 (6 Wo.)JP | Erstveröffentlichung: 24. Februar 2016   |
| 2016 | Ai! Wanna Be With You... –                                    | JP4 (7 Wo.)JP | Erstveröffentlichung: 30. November 2016  |
| 2017 | Kumo –                                                        | JP8 (10 Wo.)JP | Erstveröffentlichung: 30. August 2017    |